# Drom ha-Xaron
El Consell Regional Drom ha-Xaron (en hebreu: מועצה אזורית דרום השרון) (Moatza Azorit Drom HaSharon) és un consell regional en el Districte Central d'Israel.

## Llista de comunitats i pobles
| - Adanim - Einat - Elishema - Eyal - Gan Jaim - Ganei Am - Gat Rimon - Givat Jen - Givat Hashlosha - Hagor | - Jorashim - Kfar Ma'as - Kfar Malal - Kfar Sirkin - Magshimim - Matan - Najshonim - Neve Yamin - Neve Yerek - Nir Eliyahu | - Nirit - Ramat Hakovesh - Ramot Hashavim - Sde Jemed - Sde Warburg - Tzofit - Tzur Natan - Yarjiv - Yarkona |